# 堀城
堀城（ほりじょう）は、大阪市淀川区にあった日本の城。別名中嶋城（なかじまじょう）。

## 概要
堀城もしくは中嶋城は史料に多く記述されているが、大阪市の中心部にあり遺構や城の場所が明記された石碑は存在せず、城郭、推定地については不明な点が多い。『日本城郭大系』によると、「永禄9年（1566年）に細川藤賢が築城」との記載が見受けられるが、深井の合戦（永正8年（1511年））や桂川原の戦い（大永7年（1527年））が記載されている『細川両家記』等には既に堀城、中嶋城と記述されており、砦のような城が築城されていたと思われ、その後に細川藤賢が本格的な城郭を築いたのではないかと考えられている。
中嶋の地は、細川澄元と細川高国の細川氏の内紛で、阿波、堺、京都の中間地点にあり、防御する側、攻め込む側双方にとって重要な地点ではなかったかと思われる。築城に関しては不明な点が多いが細川氏（細川藤賢の父・細川尹賢ではないかという説もある）の誰かが築城したと考えられている。
天文4年（1535年）、享禄・天文の乱で戦っていた石山本願寺法主・証如と細川晴元の間で和睦が成立したが、翌天文5年（1536年）に中嶋城に籠もった一部の一揆衆が細川軍と戦った（かつて本願寺の坊官だった下間頼盛も参加していた）。晴元の部将・木沢長政に攻められて一揆衆は敗走、下間頼盛は後に暗殺された。近郊の大和田城もこの時築城されたと推定される。天文18年（1549年）の江口の戦いでは三好長慶が同族の三好政勝が籠城する榎並城に対する前線基地として活用していた。
石山合戦で城主・細川昭元は三好三人衆が擁する野田城及び福島城の対抗基地として織田信長方につき（野田・福島の戦い）、元亀元年（1570年）9月3日に将軍・足利義昭が中嶋城に着陣するとの記載が見受けられる。3年後の天正元年（1573年）、今度は義昭が信長と対立、義昭についた堀城は織田軍と戦い（高屋城の戦い）、敗北し開城した。おそらくこの時に廃城になったものと思われている。

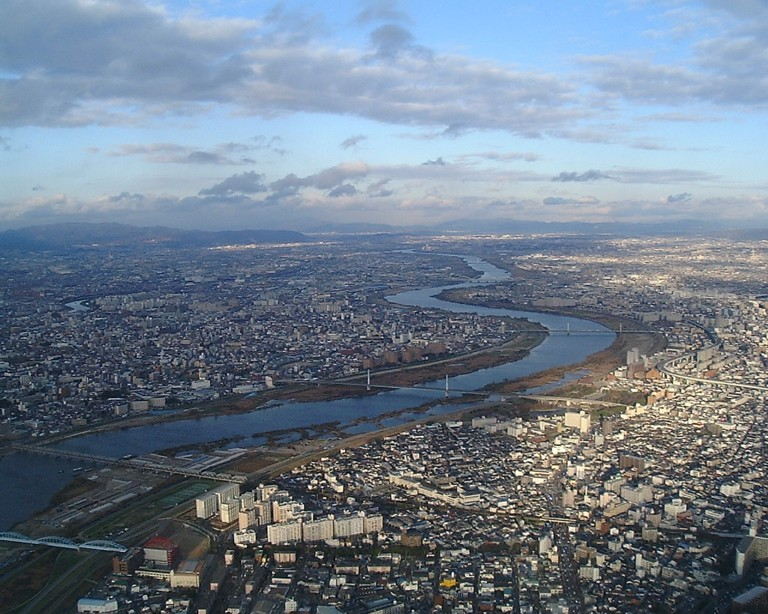
現在の淀川

このように様々な歴史がある堀城であるが場所については諸説ある。堀城は川のほとりに築城されていたと思われるが、この川は1910年（明治43年）に廃川となった中津川で、近代の淀川改修事業でつけ変わり、城の名残も完全に消滅し推定地が明確にできない。またこの地域は地名が度々変更され、文献によっては現在の地名と違う地区が記載され複雑にしている。また、堀城、中嶋城は、同じ城なのか、同地域の別の城だったのか、詳細については明確にはなっていない。

## 東摂城址図誌

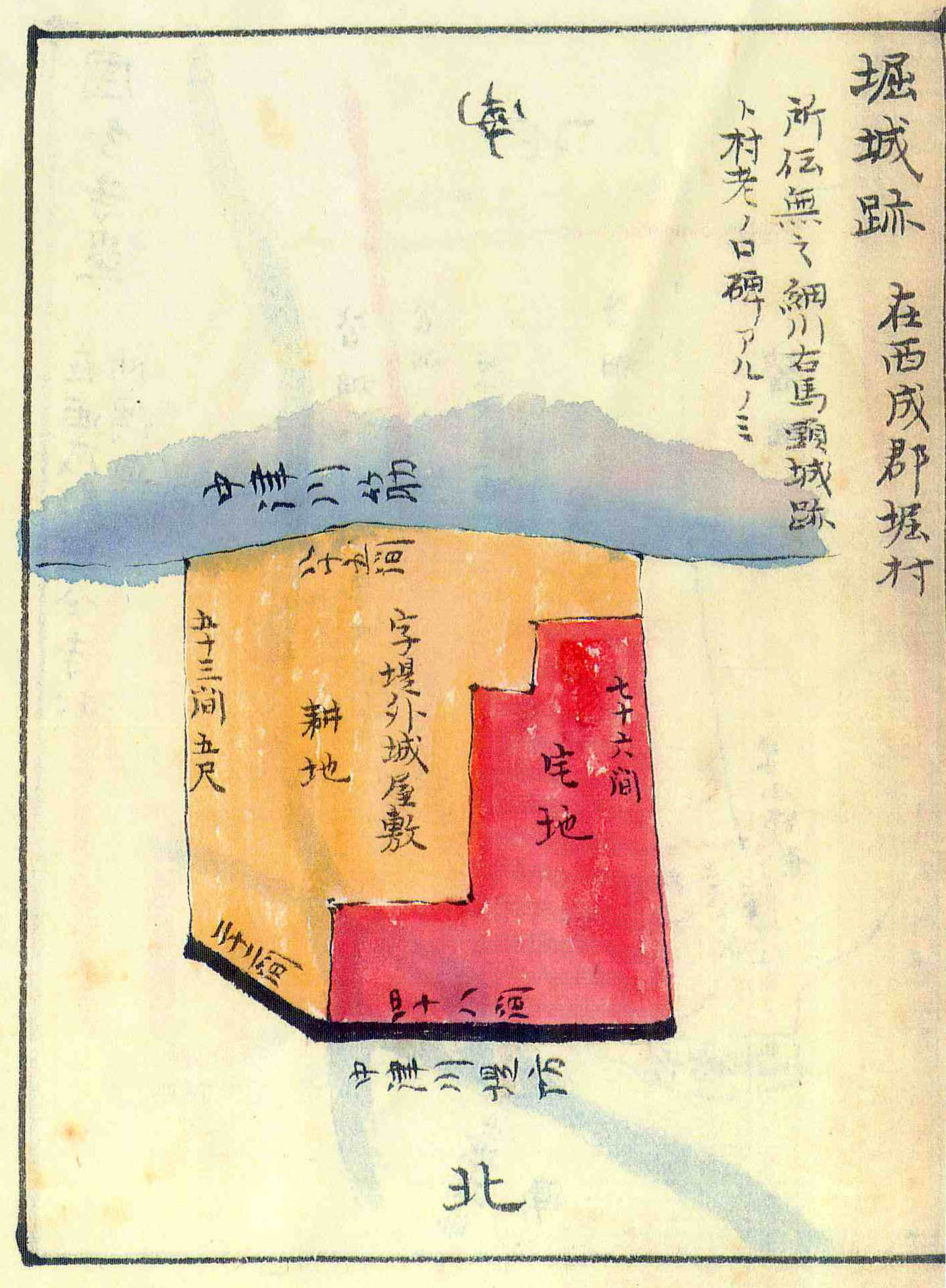
東摂城址図誌に掲載されている堀城絵図

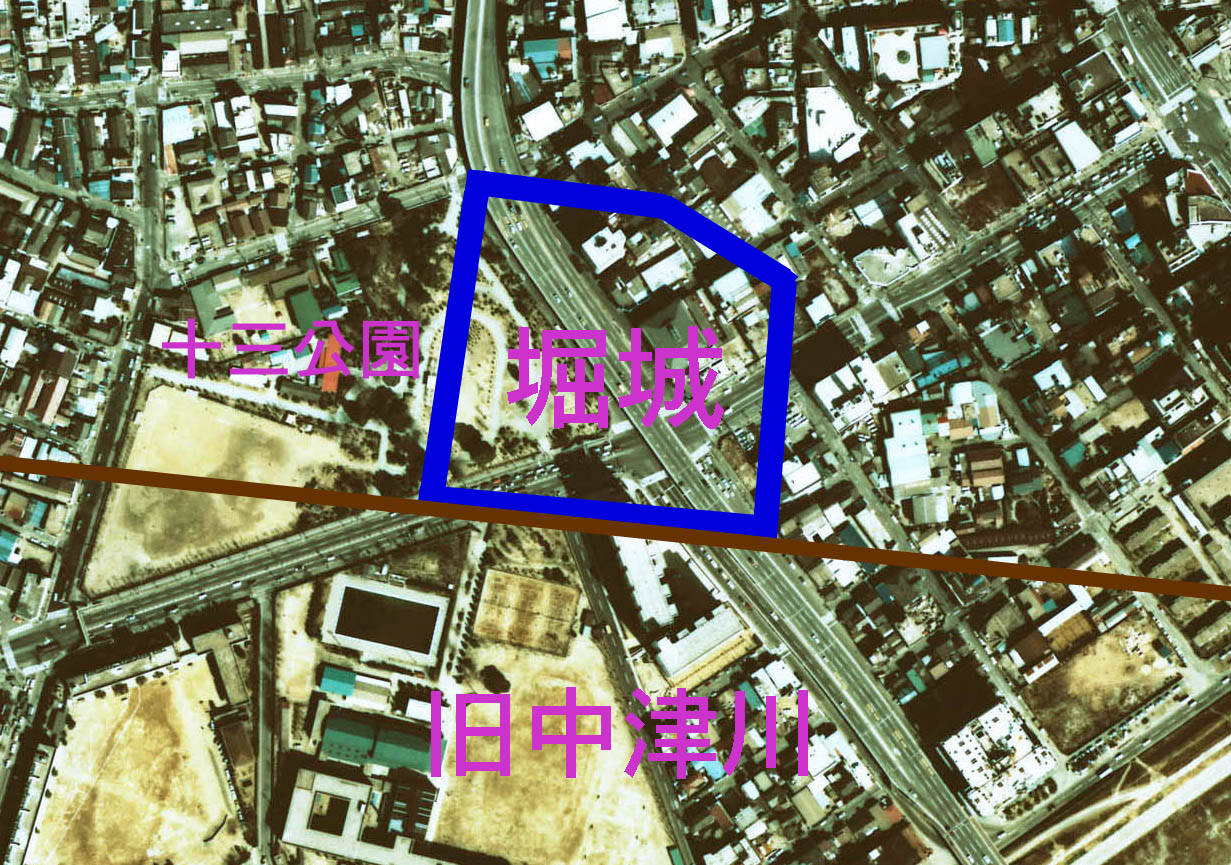
1975年（昭和49年）空中写真／東摂城址図誌の推定城郭部分

東摂城址図誌に堀城絵図が記載されている。この東摂城址図誌は明治時代初旬に作成したと思われており、この時代には跡地のみで半分は既に宅地化されている。
東摂城址図誌が堀城の正確な規模を示しているかは不明だが、南北約140メートル×東西約160メートルの規模で、北側はすでに中津川堤防が築かれている。明治時代の地図によると、この周辺には堀村、今里村という記載が見受けられ、さらにこの堀村より少し上った上流に、現在と違う十三橋が架かっており、この周辺は交通の要所の可能性もある。
1974年（昭和49年）の空中写真と比較してみても、当時と地形が大きく変化している。

## 城跡へのアクセス

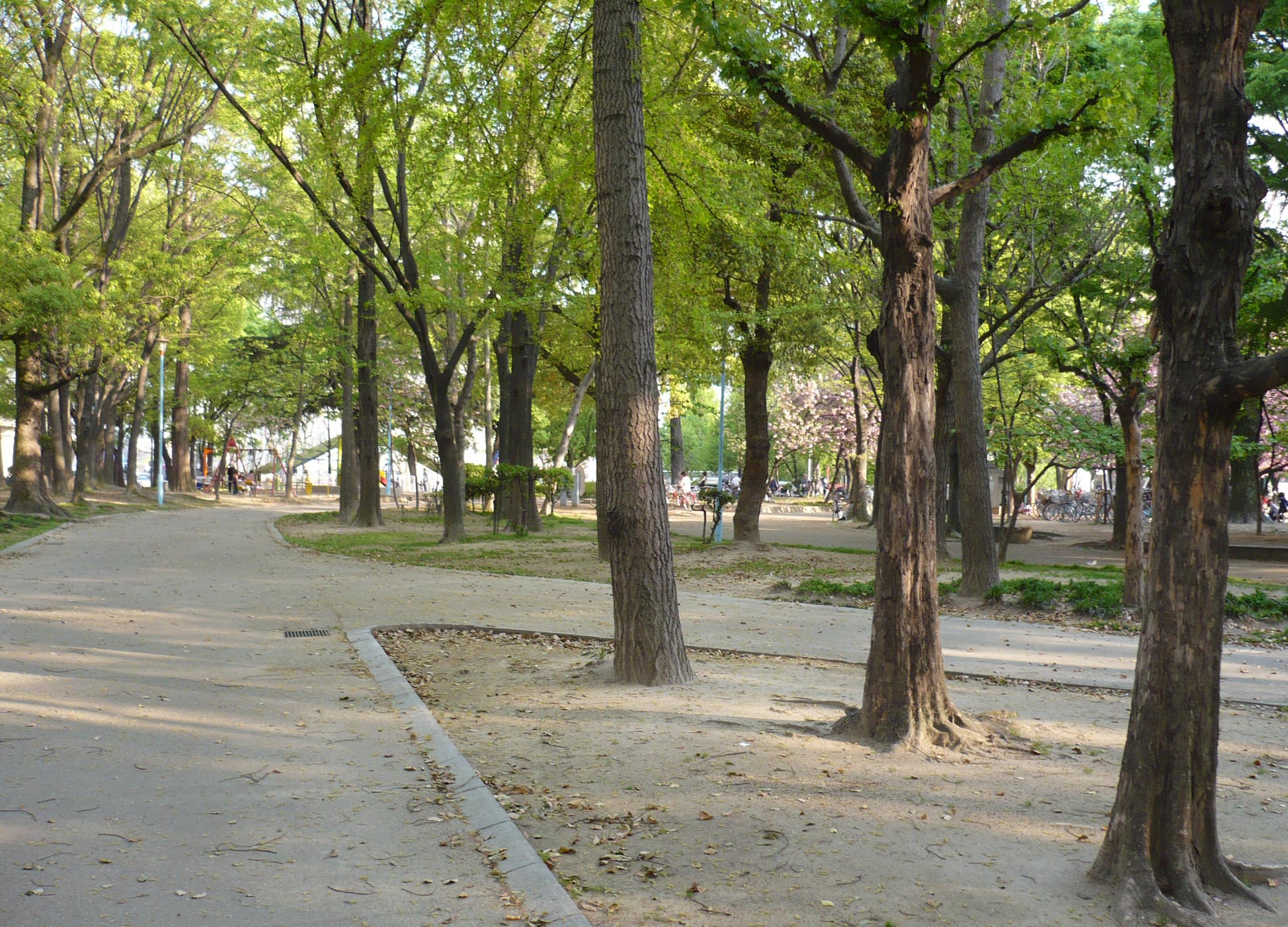
十三公園

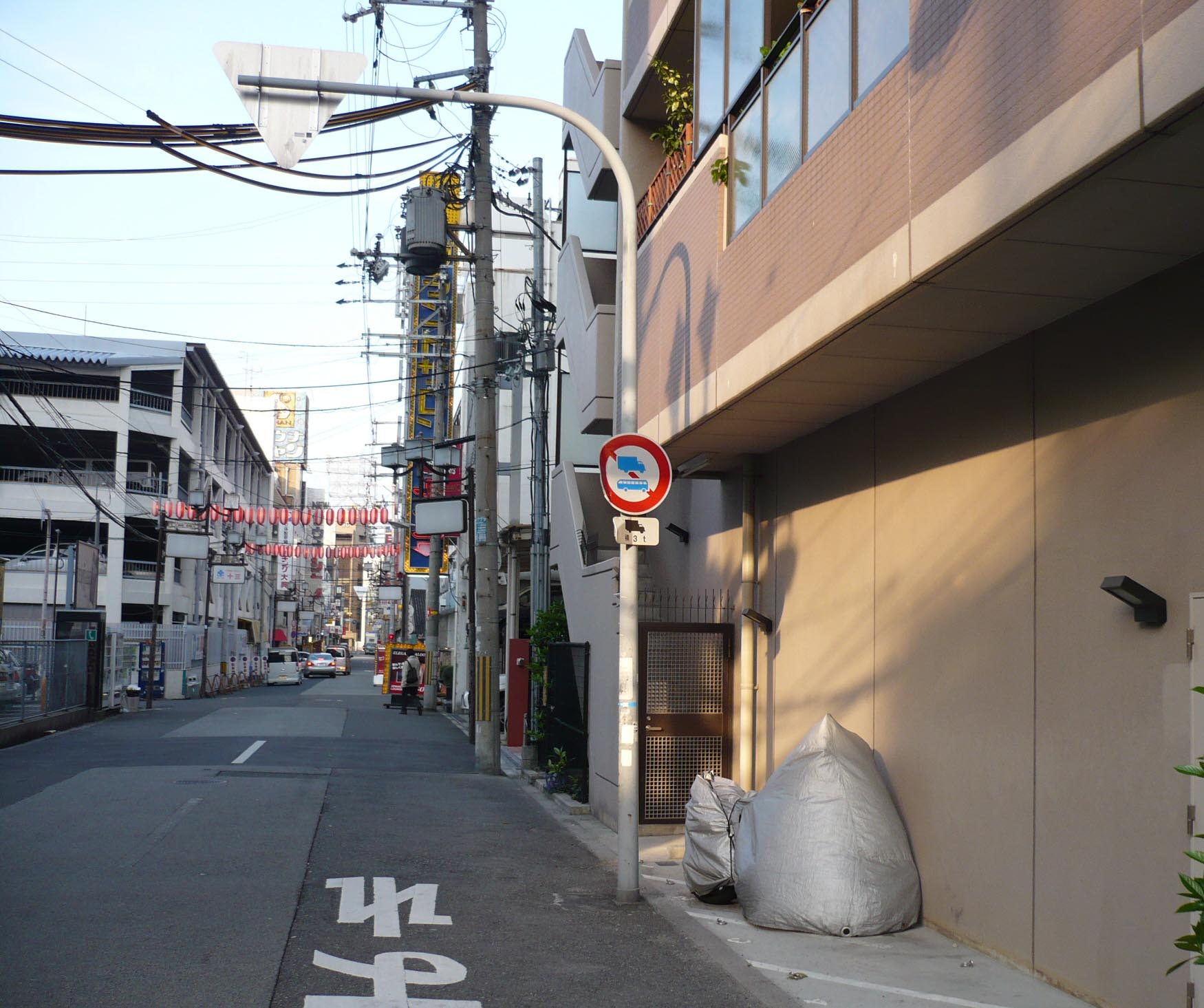
堀城の推定地

- 電車でのアクセス
  - 阪急電鉄「十三駅」
    - 徒歩約7分
- 車でのアクセス
  - 阪神高速道路池田線塚本出入口→姫島通
    - 近隣に市営十三駐車場あり